# Sogndal Fotball
A Sogndal Fotball norvég labdarúgócsapat, melyet 1926-ban alapítottak Sogndal városában. Jelenleg az első osztályban szerepel. Hazai mérkőzéseit a Fosshaugane Campusban rendezi.
A klub legnagyobb sikerét 1976-ban érte el, amikor bejutott a norvég kupa döntőjébe. Győzni azonban nem sikerült, miután 2–1-es vereséget szenvedett a Brann ellen.

## Sikerei
- Norvég kupa
  - 2. hely (1): 1976

## Eredményei

### Bajnoki múlt
A norvég labdarúgó-bajnokság élvonalának a 2011 óta tagja.

## Jelenlegi keret
2014. július 30. szerint
| #  |     | Poszt | Név                      |
| -- | --- | ----- | ------------------------ |
| 1  | NOR | K     | Matias Dyngeland         |
| 2  | EST | V     | Taijo Teniste            |
| 3  | NOR | V     | Bjørn Utvik              |
| 4  | FIN | V     | Hannu Patronen           |
| 5  | ISL | V     | Hjörtur Logi Valgarðsson |
| 6  | NOR | KP    | Helge Haugen             |
| 7  | NOR | KP    | Rune Bolseth             |
| 8  | NOR | CS    | Ulrik Flo                |
| 12 | NOR | K     | Kenneth Udjus            |
| 14 | SWE | V     | Tom Söderberg            |
| 15 | NOR | KP    | Petter Strand            |
| 16 | SEN | KP    | Babacar Sarr             |

| #  |     | Poszt | Név                      |
| -- | --- | ----- | ------------------------ |
| 17 | FRA | V     | Christophe Psyché        |
| 18 | GHA | CS    | Mahatma Otoo             |
| 20 | NOR | CS    | Kristian Opseth          |
| 21 | NOR | K     | Leif Lysne               |
| 22 | NOR | CS    | Tim Nilsen               |
| 23 | DEN | KP    | Tonny Brochmann          |
| 24 | NOR | V     | Erik Skaasheim           |
| 25 | NOR | KP    | Ruben Holsæter           |
| 27 | NOR | KP    | Kristoffer Stephensen    |
| 28 | NOR | V     | Joar Tryti               |
| 33 | NOR | KP    | Runar Flugheim Heggestad |
| 35 | NOR | KP    | Truls Hovland            |